# Liis Jürgens
Liis Jürgens (* 7. April 1983 in Tallinn) ist eine estnische Komponistin.

## Leben und Werk
Liis Jürgens lernte früh Komposition und Harfe am Tallinner Musikgymnasium, das sie 2002 abschloss. Seit 2002 studiert sie an der Estnischen Musikakademie Komposition bei Helena Tulve und Harfe bei Eda Peäske. Ein Studienaufenthalt führte sie 2005/2006 an die Universität für Musik und darstellende Kunst Wien. Seit 2006 ist Jürgens Mitglied im estnischen Komponistenverband (estnisch Eesti Heliloojate Liit).
Liis Jürgens’ Kompositionen wurden bei zahlreichen internationalen Musikfestivals vorgestellt. Sie arbeitet vor allem im Bereich der Neuen Musik.

## Werke (Auswahl)
- Half-Mirrors (1998)
- Port Area (2001)
- Labyrinth Harp Play (2002)
- Coastline (2003)
- Invisible (2005)
- Streamline (2006/2007)
- digitalis purpurea (2007)
- Honeycomb Music (2008)